# 온희정
온희정(1984년 3월 3일 ~ )은 대한민국의 가수이다.

## 학력
- 서울백산초등학교 졸업
- 동일중학교 졸업
- 서울국악예술고등학교 졸업
- 중앙대학교 국악학과 휴학중

## 데뷔
- 2004년 귀여운 여자 (싱글)

## 앨범
- 2004년 귀여운 여자
- 2006년 On Hee Jung 1st Album
- 2011년 만원 한장 (EP)

## 수상
- 2001년 전국국악경연대회 민요부문 금상 수상
- 2002년 전국노래자랑 상반기 최우수상